# Philippe Favre

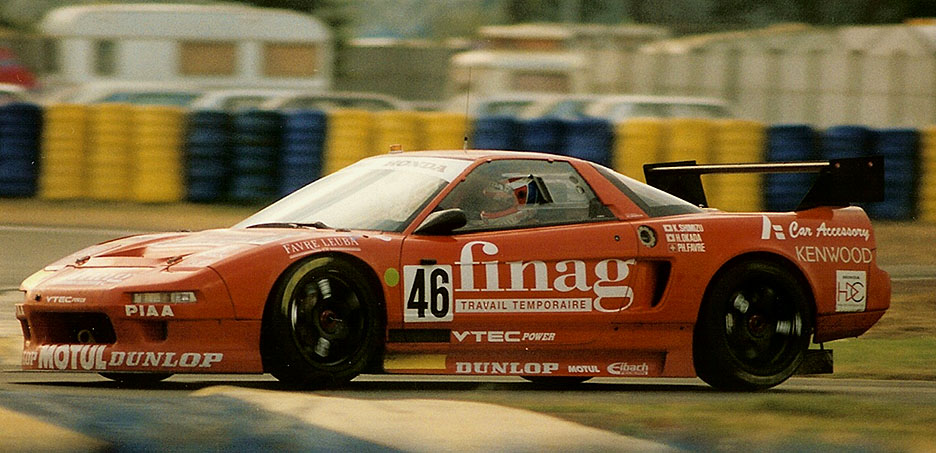
Der Honda NSX von Hideki Okada, Kazuo Shimizu und Philippe Favre beim 24-Stunden-Rennen von Le Mans 1994

Philippe Favre (* 11. Dezember 1961 in Genf; † 6. Dezember 2013 in Val Thorens, Frankreich) war ein Schweizer Automobilrennfahrer.

## Karriere
Er startete mit dem Rennfahren in der Formel Ford. 1986 wurde er beim Formel-Ford-Festival in Brands Hatch mit einem Van Diemen Zweiter hinter Roland Ratzenberger. 1987 stieg er in die Formel 3 auf und fuhr in der britischen Meisterschaft für Reynard Racing Cars. Er errang einen Sieg und wurde Siebenter in der Endabrechnung. Auch 1988 fuhr er in der Formel 3, diesmal für Alan Docking Racing. Er erzielte zwei Podiumsplatzierungen, aber keinen Sieg, und beendete die Saison als Neunter.
1989 fuhr er in der Formel 3000 acht Rennen für GA Motorsport. Nachdem er gleich beim ersten Saisonrennen in Silverstone auf der Pole-Position stand, ging es für ihn von da an nur noch bergab. Er kollidierte mit Eddie Irvine beim zweiten Saisonrennen in Vallelunga und in Pau drehte er sich auf einem Ölfleck, der durch Marco Apicellas Fahrzeug verursacht wurde. Es kam zu einer Massenkarambolage mit 15 Fahrzeugen. Beim neugestarteten Rennen wurde er durch einen Reifenschaden gebremst. In Jerez fiel er wegen Getriebeschadens aus und in Brands Hatch mit Handlingproblemen. 1990 fuhr er zwei Rennen für Leyton House in der Formel 3000 und testete ebenfalls deren Formel-1-Fahrzeuge, die von Ivan Capelli und Maurício Gugelmin gefahren wurden. In diesem Jahr fuhr er auch drei Formel-3000-Rennen in Japan. Auch 1991 war er Testfahrer für Leyton House in der Formel 1.
Er startete in vielen Langstreckenrennen wie Le Mans, Daytona, Sebring und Spa-Francorchamps. 2000 fuhr er in der FIA-GT-Meisterschaft zweimal mit dem Werks-Lister auf die Pole-Position, jeweils auf dem Hungaroring und in Magny-Cours.
2001 fuhr er in der dänischen Tourenwagenmeisterschaft einen Renault Mégane und in der französischen GT-Meisterschaft einen Porsche 996 GT3 RS für das Team Larbre Compétition.
Favre kam im Dezember 2013 bei einem Skiunfall in Frankreich ums Leben. Er hinterlässt seine Frau und zwei Kinder.

## Statistik

### Le-Mans-Ergebnisse
| Jahr | Team                | Fahrzeug      | Teamkollege  | Teamkollege   | Platzierung     | Ausfallgrund |
| ---- | ------------------- | ------------- | ------------ | ------------- | --------------- | ------------ |
| 1994 | Honda Kremer Racing | Honda NSX     | Hideki Okada | Kazuo Shimizu | Rang 16         |              |
| 1995 | Honda Motor Co.     | Honda NSX GT1 | Hideki Okada | Naoki Hattori | nicht klassiert |              |

### Sebring-Ergebnisse
| Jahr | Team                  | Fahrzeug  | Teamkollege  | Teamkollege  | Teamkollege | Teamkollege     | Platzierung | Ausfallgrund |
| ---- | --------------------- | --------- | ------------ | ------------ | ----------- | --------------- | ----------- | ------------ |
| 1993 | ZZ Pro-Technik Racing | Fabcar CL | Mike Sheehan | Gustl Spreng | Sam Shalala | Anthony Lazzaro | Rang 28     |              |